# ملک هو
ملک هو (انگلیسی: Melek Hu؛ زادهٔ ۲۷ ژانویهٔ ۱۹۸۹) یک بازیکن تنیس روی میز اهل ترکیه است. 
وی در مسابقات کشوری و بین‌المللی در مجموع برنده ۲ مدال طلا، ۲ مدال نقره، ۲ مدال برنز شده‌است.